# 560
Het jaar 560 is het 60e jaar in de 6e eeuw volgens de christelijke jaartelling.

## Gebeurtenissen

### Europa
- Koning Chlotarius I verovert een deel van Magna Frisia, een gebied langs de Noordzeekust (huidige Nederland). Hij onderwerpt daar de Friezen en versterkt de Noordwest-Europese handelsroutes met de Angelsaksen en de Scandinaviërs.
- Koning Ethelbert van Kent trouwt met de Frankische prinses Bertha. Het huwelijk wordt gesloten onder de voorwaarde dat zij haar christelijke geloof mag behouden. (waarschijnlijke datum)
- Ceawlin (r. 560-592) wordt gekroond tot koning van Wessex (Zuid-Engeland). (Volgens de Angelsaksische Kroniek)
- Cunimund (r. 560-567) volgt zijn vader Turisind op als koning van de Gepiden (huidige Roemenië).

## Religie
- Monulfus van Maastricht laat de houten grafkapel van Sint-Servaas vervangen door een stenen kerk met een crypte. Dit is de voorganger van de huidige Sint-Servaasbasiliek. (waarschijnlijke datum)
- Finnian van Moville sticht een klooster in Ierland en stelt een leefregel (ascese) op voor zijn monniken. Hij benoemt Columba (van Iona) tot geestelijk leider van de kloostergemeenschap.

## Geboren
- Arnoald, bisschop van Metz (waarschijnlijke datum)
- Isidorus van Sevilla, Spaans aartsbisschop (overleden 636)
- Richarius, Frankisch priester (waarschijnlijke datum)
- Sophronius, patriarch van Jeruzalem (overleden 638)
- Tassilo I, hertog van Beieren (waarschijnlijke datum)

## Overleden
- Clodoald, Merovingische prins (waarschijnlijke datum)
- Turisind, koning van de Gepiden (waarschijnlijke datum)